# Р
Р (gemen: р) är en bokstav i det kyrilliska alfabetet. Den uttalas normalt som r. Bokstaven härstammar från grekiska alfabetets Rho (Ρ, ρ). Vid transkribering av ryska skriver man r i svensk text och [r] i IPA. Vid translitteration till latinska bokstäver enligt ISO 9 motsvaras bokstaven också av r.

## Teckenkoder i datorsammanhang
| Teckenkoder        | Versal: Р                  | Gemen: р                 |
| ------------------ | -------------------------- | ------------------------ |
| Namn (Unicode)     | CYRILLIC CAPITAL LETTER ER | CYRILLIC SMALL LETTER ER |
| Kodpunkt (Unicode) | U+0420                     | U+0440                   |
| HTML               | &#1056;                    | &#1088;                  |

| ₽          |
| ---------- |
| RUBLE SIGN |
| U+20BD     |
| &#8381;    |